# El Bilal Touré
El Bilal Touré (* 3. Oktober 2001 in Adjamé, Elfenbeinküste) ist ein malischer Fußballspieler, der aktuell bei Atalanta Bergamo unter Vertrag steht. Der Flügelspieler, der auch als Stürmer eingesetzt werden kann, ist seit Oktober 2020 malischer Nationalspieler.

## Karriere

### Verein
Der in der ivorischen Hauptstadt Abidjan geborene Touré stammt aus der Nachwuchsarbeit der Afrique Football Elite und wechselte im Januar 2020 mit 18 Jahren zum französischen Erstligisten Stade Reims, wo er einen Fünfjahresvertrag unterzeichnete. Dort wurde er vorerst der Reservemannschaft Stade Reims II, welche in der viertklassigen Championnat National 2 spielte, zugewiesen. Am 11. Januar 2020 (16. Spieltag) gab er beim 4:4-Unentschieden gegen Sainte-Geneviève Sports sein Debüt, als er in der 72. Spielminute für Hamza Khida eingewechselt wurde und in der 85. Minute ein Tor erzielte. In seinem zweiten Einsatz zwei Wochen später (17. Spieltag) im Heimspiel gegen die US Lusitanos Saint-Maur startete er und erzielte den einzigen Treffer des Tages zum 1:0-Sieg. Seine Leistungen wurden auch von David Guion, dem Cheftrainer der ersten Mannschaft, bemerkt. Dieser ließ ihn am 1. Februar 2020 (22. Spieltag) im Ligaspiel beim SCO Angers anstelle des etatmäßigen Stürmers Boulaye Dia starten. Zum 4:1-Sieg steuerte er ein Elfmetertor bei, womit er mit 18 Jahren und 121 Tagen zum jüngsten Torschützen der Rouges et Blancs in den letzten 50 Jahren wurde. Sein zweites Saisontor gelang ihm am 16. Februar (25. Spieltag) beim 1:0-Heimsieg gegen Stade Rennes erneut per Strafstoß. In dieser Saison 2019/20 bestritt er sieben Ligaspiele, in denen er drei Tore erzielte.
Insgesamt bestritt Touré 64 Ligaspiele für Reims, in denen er neun Tore schoss, zwei Pokalspiele und zwei Qualifikationsspiele zur Europa League. Anfang September 2022 wechselte er zum Aufsteiger in die spanische erste Liga UD Almería.
Im Sommer 2023 wechselte er für ca. 30 Millionen Euro nach Italien zu Atalanta Bergamo, wo er zum Rekordeinkauf wurde. Während der Vorbereitung für die Saison 2023/24 zog sich Touré eine Verletzung am Oberschenkel zu und fiel die gesamte Hinrunde aus. In der Rückrunde kam er zu 17 Pflichtspieleinsätzen und konnte drei Tore erzielen. Im Europa-League-Finale gegen Bayer Leverkusen wurde er kurz vor Schluss eingewechselt und gewann mit Bergamo seinen ersten internationalen Titel.
Am 23. August 2024 wechselte Touré für ein Jahr per Leihe mit Kaufoption zum Bundesligisten VfB Stuttgart. Seinen ersten Bundesligatreffer erzielte er am vierten Spieltag beim 5:1 gegen Borussia Dortmund kurz nach seiner Einwechslung. Nach der Saison 2024/25 kehrte er zu Atalanta Bergamo zurück.

### Nationalmannschaft
Mit der malischen U20-Nationalmannschaft nahm er im Februar 2019 an der U20-Afrikameisterschaft im Niger teil. Er kam in allen drei Gruppenspielen von Beginn an zum Einsatz und auch in der Finalrunde behielt er diesen Status bei. Im Halbfinale gegen Nigeria verwertete er im Elfmeterschießen den entscheidenden Elfmeter zum Einzug ins Endspiel gegen den Senegal. Dieses gewann man erneut im Elferschießen, wobei Touré zu seinem Versuch nicht antreten musste, da man bereits zuvor gewonnen hatte. Im Kader der U20 für die U20-Weltmeisterschaft 2019 in Polen wurde Touré nicht berücksichtigt.
Im November 2019 war er für die U23 bei der U23-Afrikameisterschaft 2019 in allen drei Spielen der Gruppenphase im Einsatz, die man nicht überstand.
Am 9. Oktober 2020 feierte Touré beim 3:0-Testspielsieg gegen Ghana mit einem Treffer sein Debüt für die malische A-Nationalmannschaft.

## Titel
Verein
- Europa-League-Sieger: 2024 (Atalanta Bergamo)
- Deutscher Pokalsieger: 2025 (VfB Stuttgart)

Nationalmannschaft
- U20-Afrikameister: 2019